# Vicente Mut
Vicente Mut Armengol (Palma, 1614 - 1687), fue un astrónomo, historiador, ingeniero y militar español.

## Militar e ingeniero
Hijo de un oficial de lanceros del cuerpo de caballería, ingresó en la Compañía de Jesús en 1629, pero abandonó pronto esta orden. Estudió matemáticas y derecho. Se doctoró en derecho en el Estudi General de Mallorca. Ingresó en la milicia de Mallorca y obtuvo la graduación de sargento mayor. Fue contador e ingeniero militar de Mallorca (1640). Estuvo en Menorca y en Cataluña, donde luchó en la Guerra de los Segadores junto a Pere de Santacília y Pacs. Fue cronista general del Reino de Mallorca (1641-1687). Fue jurado de la Ciudad y Reino de Mallorca por el estamento de los ciudadanos militares el 1646 y el 1650. La universidad de la ciudad lo comisionó a la corte del rey Felipe IV para resolver algunas dudas que había en Mallorca sobre la inmunidad eclesiástica (1651). En 1662 proyectó la ampliación del castillo de San Carlos (Ciudad de Mallorca). Impulsó las obras que se realizaban en la muralla e hizo construir la tenaza, una obra exterior que reforzaba la entrada en el cauce del torrente de la Riera (1670).

## Historiador

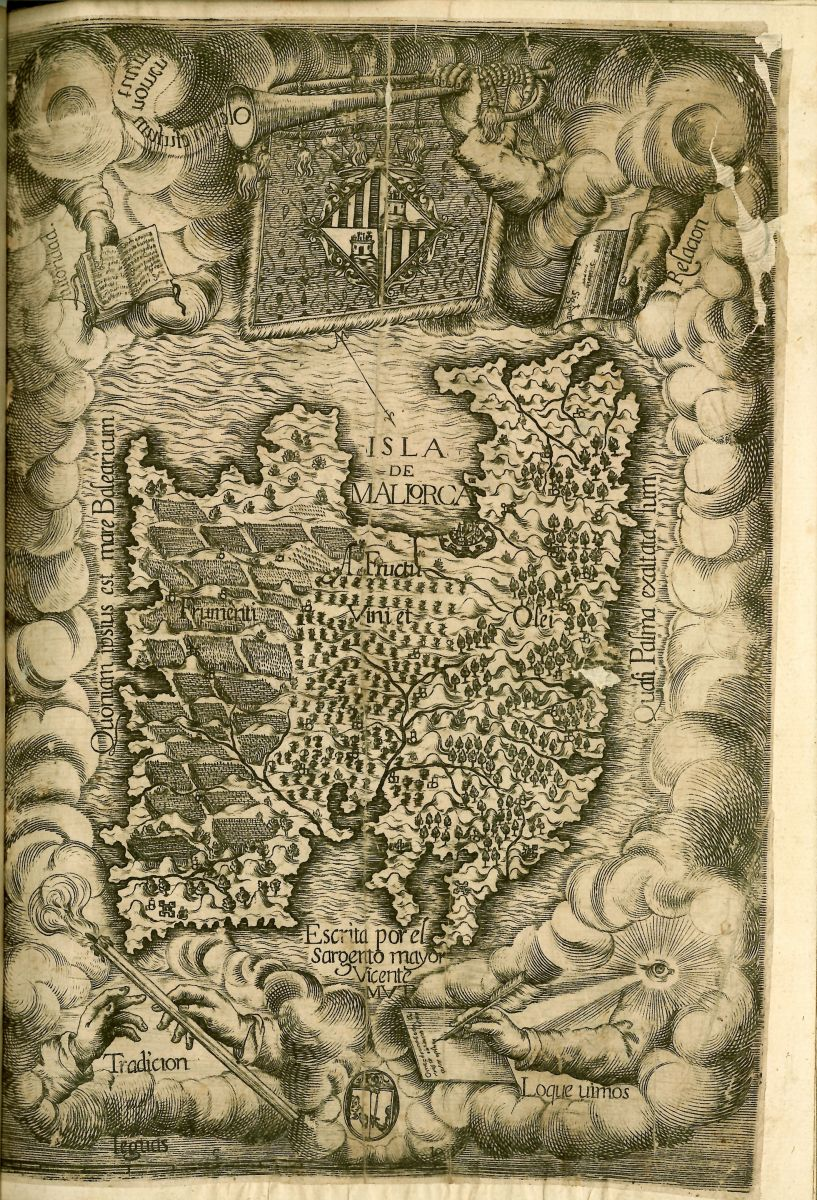
Portada de la Historia del Reyno de Mallorca (1650).

Es autor de una Historia del Reyno de Mallorca (1650), segundo tomo de la Historia General del Reyno Baleárico iniciada por Juan Dameto. En este libro Mut cubre el periodo desde 1311 hasta 1650, incluyendo dos capítulos específicamente dedicados al rey Sancho de Mallorca y a Raimundo Lulio.
Dejó inédito un volumen donde hacía una descripción minuciosa de las islas Baleares. Hizo un mapa de Mallorca, orientado hacia el sur, donde reseñó las ciudades y villas, los castillos y los colegios (1683). Escribió varias obras sobre temas militares, como Arquitectura militar, primera parte de las fortificaciones regulares y irregulares (1664), Adnotaciones sobre los compendios de la artillería (1668), Instrucciones para la milicia y sus oficiales que se tiene que observar en caso de invasión o tocar arma en la isla de Mallorca (1683). También publicó Príncipe en la guerra y en la paz (1640), sobre el emperador Justiniano I, una Tabla sobre los espacios horarios para fabricar los reloxes de declinante en la altura del polo de Mallorca (sin fecha), Relación del estafermo que se corrió en Mallorca (1646), sobre las luchas entre Canamunts y Canavalls, Satisfacción por el Reyno de Mallorca y por sus síndicos a la información y memorial que se ha presentado a SM... (sin fecha), Relación de la ejecución de la talla impuesta en Mallorca sobre los bienes de realengo en el año 1654 por los gastos del contagio (sin fecha), Vida de la venerable madre sor Isabel Cifra (1655), Commentarium anni MDCLXV (sin fecha) y Observationes motuum caelestium cum adnotationibus astronomicis et meridianorum differentiis ab eclypsibus deductis (1666).

## Astrónomo
Ayudó a desmantelar ideas supersticiosas sobre los cometas explicándolos como un fenómeno natural, puesto que hasta sus descubrimientos se consideraba que siempre anunciaban catástrofes. También introdujo en España la figura de Galileo. Es considerado uno de los observadores científicos más importantes de la época y por este motivo el astrónomo italiano coetáneo Giovanni Battista Riccioli bautizó un cráter de la Luna con su nombre, Mutus.
Dejó escritos tres tratados de astronomía publicados en Palma, que son De sole alfonsino restituto (1649), Observationes motuum caelestium (1666) y Comentarum anni MDCLXV (1666). Este último documento, de veinte páginas, combate las creencias apocalípticas relacionadas con las estrellas con cola explicando la naturaleza de un cometa de los años 1664 y 1665, que personalidades relevantes de aquel momento relacionaban con desgracias. En el opúsculo argumenta por qué no eran rayos de Sol, descarta componentes mágicos, terroríficos y anunciadores de desgracia. También hace varias investigaciones sobre las distancias estelares, los planetas, la luna y el Sol. Estaba convencido de que de la observación directa salía el conocimiento racional. Fue una de las primeras figuras en España de la astronomía de la época, defensor acérrimo de la observación y la experiencia. Mantuvo correspondencia con todos los grandes astrónomos europeos del momento y fue el primer historiador español que citó la obra de Galileo.

## Eponimia
- El cráter lunar Mutus lleva este nombre en su memoria.[5]